# آلف هینس
آلف هینس (انگلیسی: Alf Haynes؛ ۴ آوریل ۱۹۰۷ – ۲۳ ژوئن ۱۹۵۳) فوتبالیست اهل بریتانیا بود.
از باشگاه‌هایی که در آن بازی کرده‌است می‌توان به باشگاه فوتبال آرسنال و باشگاه فوتبال کریستال پالاس اشاره کرد. وی در سن ۲۱ سالگی در سال ۱۹۲۸ به آرسنال پیوست.